# Вінфілд (Алабама)
Вінфілд (англ. Winfield) — місто (англ. city) в США, в округах Меріон і Файєтт штату Алабама. Населення — 4845 осіб (2020).

## Географія
Вінфілд розташований за координатами 33°55′54″ пн. ш. 87°47′31″ зх. д. / 33.93167° пн. ш. 87.79194° зх. д. (33.931561, -87.791874).  За даними Бюро перепису населення США в 2010 році місто мало площу 44,88 км², з яких 44,76 км² — суходіл та 0,13 км² — водойми.

## Демографія
Згідно з переписом 2010 року, у місті мешкало 4717 осіб у 1984 домогосподарствах у складі 1313 родин. Густота населення становила 105 осіб/км².  Було 2289 помешкань (51/км²).
Расовий склад населення:
| - 92,9 % — білих - 4,5 % — чорних або афроамериканців - 0,3 % — корінних американців - 0,3 % — азіатів - 0,1 % — вихідців з тихоокеанських островів |

До двох чи більше рас належало 1,0 %. Частка іспаномовних становила 2,0 % від усіх жителів.
За віковим діапазоном населення розподілялося таким чином: 21,3 % — особи молодші 18 років, 58,5 % — особи у віці 18—64 років, 20,2 % — особи у віці 65 років та старші. Медіана віку мешканця становила 43,2 року. На 100 осіб жіночої статі у місті припадало 91,1 чоловіків;  на 100 жінок у віці від 18 років та старших — 84,1 чоловіків також старших 18 років.
Середній дохід на одне домашнє господарство  становив 57 729 доларів США (медіана — 40 654), а середній дохід на одну сім'ю — 74 850 доларів (медіана — 59 779). Медіана доходів становила 41 765 доларів для чоловіків та 38 934 долари для жінок. За межею бідності перебувало 13,3 % осіб, у тому числі 8,9 % дітей у віці до 18 років та 7,1 % осіб у віці 65 років та старших.
Цивільне працевлаштоване населення становило 1770 осіб. Основні галузі зайнятості: освіта, охорона здоров'я та соціальна допомога — 39,5 %, виробництво — 13,0 %, роздрібна торгівля — 11,0 %.